# الناحية المركزية (مقاطعة إيوان)
الناحية المركزية لمقاطعة إيوان (بالفارسية: بخش مرکزی شهرستان ایوان) هي ناحية في مقاطعة إيوان التابعة لمحافظة ايلام في إيران. في تعداد عام 2006، كان عدد سكانها 37,858 نسمة في 8,081 عائلة. في الناحية مدينة واحدة هي مدينة إيوان. وفيها قسمان ريفيان هما: قسم نبوت الريفي وقسم سراب الريفي.